# 哈比傑克 (亞利桑那州)
哈比傑克（英語：Happy Jack）是位於美國亞利桑那州可可尼諾縣的一個非建制地區。該地的面積和人口皆未知。

## 地理
哈比傑克的座標為34°44′36″N 111°24′27″W / 34.74333°N 111.40750°W，而該地的平均海拔高度為2284米（即7493英尺）。